# Amphipteryx
Amphipteryx är ett släkte av trollsländor. Amphipteryx ingår i familjen Amphipterygidae.
Kladogram enligt Catalogue of Life:
| Amphipteryx | \| \| Amphipteryx agrioides \| \| \| \| \| \| Amphipteryx longicaudata \| \| \| \| |
|             | \| \| Amphipteryx agrioides \| \| \| \| \| \| Amphipteryx longicaudata \| \| \| \| |
|             | Devadatta                                                                          |
|             |                                                                                    |
|             | Pentaphlebia                                                                       |
|             |                                                                                    |
|             | Rimanella                                                                          |
|             |                                                                                    |
|             | Amphipteryx agrioides                                                              |
|             |                                                                                    |
|             | Amphipteryx longicaudata                                                           |
|             |                                                                                    |

|  | Amphipteryx agrioides    |
|  |                          |
|  | Amphipteryx longicaudata |
|  |                          |